# Senat Koschnick IV
Der Senat Koschnick IV amtierte vom 7. November 1979 bis 10. November 1983 als Bremer Landesregierung.
| Amt                                                   | Name                                 | Partei | Partei |
| ----------------------------------------------------- | ------------------------------------ | ------ | ------ |
| Bremer Bürgermeister und Präsident des Senats         | Hans Koschnick                       |        | SPD    |
| Stellvertretender Präsident des Senats, Bürgermeister | Moritz Thape                         | SPD    |        |
| Inneres                                               | Helmut Fröhlich                      | SPD    |        |
| Rechtspflege und Strafvollzug                         | Wolfgang Kahrs                       | SPD    |        |
| Finanzen                                              | Moritz Thape                         | SPD    |        |
| Bau                                                   | Bernd Meyer                          | SPD    |        |
| Häfen, Schifffahrt und Verkehr                        | Oswald Brinkmann                     | SPD    |        |
| Wirtschaft, Arbeit und Außenhandel                    | Karl Willms                          | SPD    |        |
| Gesundheit und Umweltschutz                           | Herbert Brückner                     | SPD    |        |
| Bildung                                               | Horst von Hassel bis 31. August 1983 | SPD    |        |
| Bildung                                               | Horst Werner Franke geschäftsführend | SPD    |        |
| Wissenschaft und Kunst                                | Horst Werner Franke                  | SPD    |        |
| Soziales, Jugend und Sport                            | Henning Scherf                       | SPD    |        |
| Bundesangelegenheiten                                 | Günther Czichon                      | SPD    |        |